# Anne Lottermann
Anne Lottermann (Santa Rosa, 18 de outubro de 1983) é uma jornalista brasileira.

## Carreira
Começou a carreira como modelo, antes de se formar em jornalismo. Na televisão começou em 2006 como repórter da BandNews no Rio de Janeiro, onde ficou até 2010. Em 2010 começou a trabalhar na Globonews e, quatro anos depois, entrou para a equipe de reportagem do Bom Dia Rio e RJTV. Em 2016 assumiu a previsão do tempo do telejornal. Em 2019 se assumiu a previsão do tempo do Jornal Nacional, no lugar de Maria Júlia Coutinho.
Em 2022, integra a equipe do programa Faustão na Band como apresentadora dos bastidores e das publicidades.

## Vida pessoal
De 2009 a 2017 foi casada com o publicitário Flávio Machado, que faleceu em 27 de outubro de 2017. Desta união nasceram Leo e Gael.
Em 2021 começou a namorar o empresário Wan Rouxinol.

## Filmografia
| Ano     | Título            | Função            | Emissora           |
| ------- | ----------------- | ----------------- | ------------------ |
| 2006–10 | Jornal BandNews   | Repórter          | BandNews TV        |
| 2010–14 | Jornal GloboNews  | Repórter          | GloboNews          |
| 2010–14 | Jornal das Dez    | Repórter          | GloboNews          |
| 2015–16 | RJTV              | Repórter          | TV Globo Rio       |
| 2015–16 | Bom Dia Rio       | Repórter          | TV Globo Rio       |
| 2016–19 | RJTV              | Previsão do Tempo | TV Globo Rio       |
| 2019–21 | SPTV              | Previsão do Tempo | TV Globo São Paulo |
| 2019–21 | Jornal Nacional   | Previsão do Tempo | TV Globo           |
| 2022–23 | Faustão na Band   | Repórter          | Rede Bandeirantes  |
| 2024    | Quem Sabe, Ganha! | Apresentadora     | TV Cultura         |